# Tradición Plum Village
La tradición Plum Village es una escuela de budismo que lleva el nombre del monasterio de Plum Village en Francia, el primer centro de práctica monástica fundado por Thích Nhất Hạnh . Es un enfoque del budismo comprometido principalmente desde una perspectiva mahāyāna, que extrae elementos del zen y theravada. Su órgano de gobierno es la Comunidad de Budismo Comprometido de Plum Village.
Se caracteriza por la aplicación de la conciencia plena a las actividades cotidianas (sentarse, caminar, comer, hablar, escuchar, trabajar, etc.). Estas prácticas están integradas con pautas de estilo de vida llamadas «cinco entrenamientos de la conciencia plena», que aportan una dimensión ética y espiritual a la toma de decisiones y son una parte integral de la vida comunitaria.[cita requerida]

## Prácticas de atención plena
La sangha se basa en un conjunto común de prácticas que se realizan con atención plena aplicada a experiencias sensoriales (como escuchar el sonido de una campana) o actividades, como caminar o comer en comunidad. También hay prácticas ceremoniales formales que, normalmente, realizan los monjes (como postraciones, recitaciones, cantos). Las prácticas comunitarias tienen como objetivo facilitar la liberación del sufrimiento, aumentar la alegría y experimentar plenamente el momento presente.
Las prácticas de atención plena de la Tradición de Plum Village se describen en el sitio web de Plum Village y en el libro Happiness de Thich Nhat Hanh. Para ayudar a cultivar estas prácticas, Plum Village fomenta el uso de aplicaciones Mindfulness, incluidas las propias para dispositivos Android e IOS. Estas prácticas incluyen:

### Prácticas diarias
- Respiración: centrando la atención en la experiencia sensorial respiratoria.
- Despertar: un voto diario de vivir plenamente el ciclo de conciencia despierto después de salir del ciclo del sueño.
- Meditación sentada: suspensión de los movimientos corporales para centrarse en los procesos cognitivos internos a través de la metacognición y, finalmente, trascender eso.
- Meditación caminando: enfócate en la experiencia de los movimientos corporales al caminar. Los pasos y la respiración se pueden sincronizar o se puede recitar un simple mantra.
- Campana de atención plena: detenerse para concentrarse en la experiencia sensorial respiratoria al escuchar un sonido, normalmente de una campana.

### Prácticas físicas
- Descanso: reconocer las necesidades naturales del cuerpo y tomar las medidas necesarias para lograr el descanso.
- Mindful Movement: diez movimientos corporales practicados con respiración consciente para unir mente y cuerpo. Basado en movimientos de yoga y taichí.[3]
- Relajación profunda: práctica de acostarse y soltarse totalmente, utilizando la respiración como ancla.

### Prácticas comunitarias y de relaciones
- Cuerpo de la Sangha: aprender a reconocer lo que cada individuo necesita para sentirse parte de una comunidad.
- Construyendo Sangha: conciencia de los procesos de crecimiento orgánico de las comunidades.
- Compartir el Dharma: expresar las experiencias tal como se sintieron y conocieron.
- Meditación de servicio: voluntariado en tareas domésticas de mantenimiento.
- La Cocina: la preparación de alimentos como práctica meditativa.
- Comer juntos: centrarse en los diversos aspectos del consumo de alimentos (procedencia, ética, finalidad, etc.) junto con otras personas.
- Meditación del té: ser consciente de todos los aspectos de la socialización (internos e interpersonales) mientras se bebe té.
- Silencio noble: suspenda o reduzca la comunicación verbal para centrarse en los procesos internos.
- Comenzar de nuevo: proceso de reconciliación después de un conflicto.

### Los cinco entrenamientos del Mindfulness
Los Cinco Entrenamientos de la Atención Plena son la formulación de Thich Nhat Hanh de los Cinco Preceptos Budistas tradicionales, pautas éticas desarrolladas durante la época del Buda para ser la base de la práctica para toda la comunidad budista laica.
En las escuelas de budismo del sur, estos preceptos se expresan como compromisos para abstenerse de hacer daño, no matar, no robar, no mentir, no manifestar un comportamiento sexual inapropiado y no consumir sustancias intoxicantes. La innovación de Nhat Hanh fue expresar estos preceptos con énfasis en el cultivo de las virtudes, por un lado, y como práctica de la atención plena, por el otro. Cada «Entrenamiento de Mindfulness» tiene la forma «Consciente del sufrimiento causado por (___), estoy comprometido a cultivar (___)». Cada entrenamiento es, por lo tanto, un compromiso del practicante tanto para cultivar el no dañar, la generosidad, el comportamiento sexual responsable, el habla amorosa y el consumo consciente como para ser consciente del sufrimiento causado a sí mismo y a los demás cuando estas virtudes están ausentes.

## Movimiento Plum Village
A partir de 2017, el movimiento Plum Village comprende 589 monásticos en 9 monasterios y 1271 comunidades de práctica en todo el mundo. Un componente importante de esta tradición es la , que es una red social de monjes y laicos que han realizado los Catorce Entrenamientos de Mindfulness . También existe una comunidad inspirada en esta tradición, dirigida a jóvenes de entre 18 y 35 años, llamada Wake Up (en español: Despierta). Otras iniciativas incluyen Wake Up Schools y Earth Holder Sangha.

### Monasterios
A noviembre de 2018, había 9 monasterios de la Tradición Plum Village.
Estados Unidos
- Monasterio Blue Cliff, Nueva York
- Monasterio de Deer Park, California
- Monasterio de Magnolia Grove, Misisipi

Europa
- Monasterio de Plum Village, Francia
- Instituto Europeo de Budismo Aplicado, Alemania
- Monasterio de la primavera curativa (y Maison de L'Inspir), Francia

Asia y Oceanía
- Thai Plum Village, Tailandia
- Instituto Asiático de Budismo Aplicado, Hong Kong
- Stream Entering Meditation Center, Australia

## Características distintivas

### 40 principios de Plum Village
Los 40 principios de Plum Village son un intento de Thich Nhat Hanh de identificar y definir las enseñanzas que se mantienen, enseñan y transmiten en la Tradición de Plum Village. Se centran en la relación clave de esta tradición con las diversas escuelas budistas y sus enseñanzas. Estos principios sirven como base para las enseñanzas de Plum Village y para los entrenamientos de Mindfulness realizados por practicantes laicos y monásticos.

### Estructura de la comunidad
Otro rasgo distintivo de la Tradición Plum Village es la estructura comunitaria que ofrece la Orden del Interser, cuyo objetivo es aplicar el ideal del Bodhisattva en la vida diaria. Tanto los practicantes monásticos como laicos que realizan los 14 entrenamientos de Mindfulness, una extensión y modernización de los Preceptos del Bodhisattva por Thich Nhat Hanh, pueden ser miembros de la Orden. Además, tanto los practicantes monásticos como laicos pueden recibir la transmisión del Dharma para convertirse en Maestros del Dharma en esta tradición.